# JCT Mills FC
Der JCT Mills Football Club ist ein Fußballverein aus dem indischen Bundesstaat Punjab.
Der Verein spielt in der ersten indischen Liga, der I-League. Seine letzte Meisterschaft feierte der Club in der Saison 1996–1997. Neben dem Sieg der Meisterschaft gewann JCT Mills auch schon mehrfach den indischen Pokalwettbewerb Durand Cup. Der vollständige Name des 1971 gegründeten Vereins lautet "Jagatjit Cotton and Textile Mills Football Club".
Der Club richtet seine Heimspiele im Guru Gobind Singh Stadium in Ludhiana aus. Nach einem 3. Platz in der Saison 2007/08 beendete der Verein die Saison 2008/09 nur auf einem 9. Platz mit drei Punkten Abstand zu einem Abstiegsplatz.

## Erfolge
- Indische Meisterschaft
  - Meister: 1997[1]
- Indischer Pokal
  - Sieger: 1995, 1996
- IFA Shield
  - Sieger: 1996
- Durand Cup
  - Sieger: 1976, 1983, 1987, 1992, 1996